# Gianluca Zambrotta
Gianluca Zambrotta (Como, 1977) és un exfutbolista italià que jugava com a lateral. Fou internacional amb la selecció nacional de futbol italiana. És dretà, però jugava a les dues posicions de defensa lateral. Posteriorment ha fet d'entrenador i directiu.

## Carrera esportiva
Zambrotta va debutar amb 17 anys al club de la seva ciutat natal, el Como Calcio 1907, disputant la Serie B el 1994. Va començar a agafar regularitat en l'equip després del descens a la Serie C1, el que li va servir perquè l'AS Bari es fixés en ell.
Pel Bari va fitxar l'any 1997, moment en què debuta en la Serie A. Des del primer moment es va guanyar la titularitat en un equip que jugava com nou ascendit, el que li va valer per a ser habitual de les convocatòries de la selecció italiana sub-21. El debut amb la selecció absoluta es va produir el 1999, en un enfrontament davant Noruega, convertint-se en el primer jugador del Bari a vestir la samarreta azzurra en 50 anys.
Al final de la temporada 1998-99 va fitxar per la Juventus FC, on s'ha pogut donar a conèixer internacionalment. A la temporada 2001-02 va aconseguir la seva primera lliga italiana, que va poder revalidar la temporada següent, encara que aquest any li va quedar l'espina clavada de la final de la Lliga de Campions de la UEFA 2002-03 perduda als penals davant l'AC Milan.
El juliol del 2006, en conèixer-se la sentència sobre l'escàndol de compra de partits que va condemnar a la Juventus FC amb el descens a la Serie B, el jugador, després de rebutjar ofertes del Reial Madrid i l'AC Milan, va fitxar pel FC Barcelona. Aquest club va confirmar el fitxatge la nit del 21 de juliol, igual que la del seu company a la Juventus FC Lilian Thuram.

## Internacional
Després del seu debut amb la selecció nacional el 1999 no ha deixat d'acudir a les convocatòries, disputant l'Eurocopes de Bèlgica i Holanda l'any 2000, l'Eurocopa de Portugal el 2004, els Jocs Olímpics de Sidney 2000, la Copa del Món de Futbol 2002 a Corea del Sud i Japó i finalment el 2006 va guanyar amb la seva selecció el Mundial d'Alemanya 2006.

## Palmarès

### Clubs
Juventus FC
- 4 (2) Campionats de lliga italians

- 2001/2002, 2002/2003, 2004/2005*, 2005/2006*

- 2 Supercopes italianes

- 2002, 2003

*Revocades pel cas Moggi.
Futbol Club Barcelona
- 1 Supercopa d'Espanya

- 2006

- 1 Copa Catalunya

- 2006-07

AC Milan
- 1 Campionat de lliga

2010-11
- 1 Supercopa italiana

2011

### Internacional
- Mundial d'Alemanya 2006.